# Rouslan Zakharov
Pour les articles homonymes, voir Zakharov.
Rouslan Albertovitch Zakharov (en russe : Руслан Альбертович Захаров), né le 24 mars 1987 à Oufa, est un patineur de vitesse sur piste courte russe.

## Biographie
Il compte plusieurs podiums aux championnats d'Europe de patinage de vitesse sur piste courte.
Il a participé aux Jeux olympiques d'hiver de 2010 et participe aux Jeux olympiques d'hiver de 2014. À Sotchi, il prête le serment olympique lors de la cérémonie d'ouverture. Il y remporte le relais masculin.